# Schisandra pubinervis
Schisandra pubinervis là một loài thực vật có hoa trong họ Schisandraceae. Loài này được (Rehder & E.H.Wilson) R.M.K.Saunders mô tả khoa học đầu tiên năm 2000.